# 宋代銓選制度
銓選是盛行于中國宋代的官員選任、考察制度。在有宋一朝的歷史中，銓法為了適應時代而經歷過多次改革。

## 制度
宋初继承唐、五代的政治制度，由唐制历经五代演变而来。邓小南教授认为“中晚唐、五代乃至北宋初期（太祖、太宗朝至真宗前期）应该属于同一研究单元”。中唐以降，官职阶官化现象日趋明显。使职差遣逐渐替代了原本的官职，而原本的官位成了附加于使职差遣之上的“阶”，比如宋代第一位吏部尚书张昭的官位就是虚衔。至建隆三年（962）十月癸巳，有司上奏新订《循资格》《长定格》。乾德二年（964）制定了《新定四时参选条件》《少尹幕职官参选条件》。
太平兴国六年九月丙午，太宗设置京朝差遣院，取代原本吏部的职能，考课京官、朝官。淳化三年（992）十月，设置磨勘院，负责幕职、州县官考课。由此吏部的职能完全由以上二院取代。淳化四年（993）废除京朝官差遣院，改磨勘院名，设立审官院，负责“考覆功过，以定升降”，合并了差遣、磨勘二院为审官院。同时设立考课院，负责奏举和历任官员的考课，原吏部流内铨负责一般选人的考课。以上对唐制的修改主要褫夺了中书门下的人事任免权力，由太宗与赵普共同完成。
最為規範化的宋代銓選制度是“四選”。即尚書左、右選和侍郎左、右選，為元豐官制的一部分。元豐以前的尚書選源自審官院，後于熙寧三年五月丁巳分為審官東院、審官西院。侍郎選則源自流內銓和三班院。最早，宋代基層官員有不屬於吏部的長吏舉奏法，即較為原始的推舉辦法。元豐四年七月二十八日，神宗下詔廢除了此制度。孝宗淳熙元年十一月，蔡洸上《吏部條法總類》。

## 程序
由于宋代官、职分离的制度，宋代官员的铨选与前朝多有不同，并非是简单地直接除官任职。官指的是“寄禄官”，仅表示官员的资历。职为“职事官”，表示官员的实际职掌。一名寄禄官在得到职事之前是没有实际工作的。宋代将职事授予官员的程序被称为“注官”“注差遣”“差注”“选注”。
官员得到职事，即注官的方法有：一、特旨，由皇帝降旨授予。二、堂除和宣授，三省授予者为堂除，枢密院授予者为宣授。三、普通铨选，即通过“四选”而选拔出来的。以这三种方法提供的职事称为“员阙”“官额”。堂除职事又称“堂阙”，铨选职事又称“选阙”和“部阙”。此外还有“辟阙”“荐举阙”“定差阙”等，与部阙合称“注阙”。
任何科举及第者，不论年龄，可以直接开始注官程序，没有科举出身者应在二十五岁之后开始注官程序。蔭补人（通过门蔭得官者）必须参加铨试，不通过则永不预选。纳栗官（进献得官者）、摄官六考之后者以及得到幕职官（地方副官）或县令保举者，可以直接参加注官。首次注官完成得到职事者，称“初注官”。此后，由三省授予职事的堂除官需要在初注官上任满两年，两年后“成资”。其余选官者须在初注官上任满三年，三年后“年满”。成资年满者必须赶回京城“赴阙参选”，即“参堂”。每年，考课部门，即“铨曹”举行四次集体注官“集注”，时间在每一季度的孟月，铨曹会预先公布有阙员的职位“阙榜”，参选人要根据自己的资历填报相应的阙。赶赴参选者必须在当月的十五日之前抵达京城并于十天内完成集注。
集注当场，应选者们会集在庭下，集注官们上座。侍郎或者郎中唱名，轮到自己时，唱名者会询问应选者希望注什么官，应选者回答自己希望获得的职事。根据当场的应答，集注官会决定是否授予应选者所希望的职事。决定授予则批写“就”字，不授予则批写“不就”二字。获批“就”字而得阙，则称为“判成”。判成之后，将名单交给长官审量，郎官会注销已经判成的阙榜并公布拟定授职的拟榜。如果此时还有没有判成的官阙，则于五日之内再次集注，首次未能判就者可以参加，直到官阙全部注销。其余没有判成的人进入“待次”程序，等候下次集注。
此后，官员进入“磨勘”程序，朝廷会发给官员“印纸”“历子”，登记官员的考课情况，比如政绩、功过、保举情况、保举人姓名等。磨勘具有极限，在一定寄禄官阶以上的官员便不再磨勘，全凭听旨除授。
| 名目                 | 所掌                                                                   | 磨勘                                                               |
| -------------------- | ---------------------------------------------------------------------- | ------------------------------------------------------------------ |
| 尚書左選（審官東院） | 文臣京朝官以上，非中書省除授者                                         | 四年轉官升遷，有過失則展年（延長任官期限而不升遷）                 |
| 尚書右選（審官西院） | 武臣升朝官以上，非樞密院除授者                                         | 四年轉官升遷，有過失則展年（延長任官期限而不升遷）                 |
| 侍郎左選（流內銓）   | 初任、幕職、州縣官，也即宋代中下層文官所謂“選人”                       | 銓試（景祐元年正月以前為書判拔萃科）、奏舉、考課達標後可升為京官。 |
| 侍郎右選（三班院）   | 副尉以上至從義郎（按《玉海》雍熙三班院，三班指的是供奉官、殿直、承旨） | 呈试                                                               |

| 阶次                      | 元丰以前官阶                                        | 元丰改制官阶                                       | 品阶   | 铨选 |
| ------------------------- | --------------------------------------------------- | -------------------------------------------------- | ------ | --- |
| 朝官                      | 使相（节度使兼中书令或侍中或同平章事）              | 开府仪同三司                                       | 从一品 | |
| 朝官                      | 尚书左仆射 尚书右仆射                               | 特进                                               | 从一品 | |
| 朝官                      | 吏部尚书                                            | 金紫光禄大夫                                       | 正二品 | 自金紫光禄大夫以下 数种寄禄官在元祐三年至淳熙元年间屡次发生官阶变动， 主要体现是将一种官阶分为左右。 进士出身者带左字，无出身者带右字。               |
| 朝官                      | 兵部尚书 户部尚书 刑部尚书 礼部尚书 工部尚书        | 银青光禄大夫                                       | 从二品 | |
| 朝官                      | 尚书左丞 尚书右丞                                   | 光禄大夫 宣奉大夫（大观时增） 正奉大夫（大观时增） | 正三品 | |
| 朝官                      | 六部侍郎                                            | 正议大夫 通奉大夫（大观时增）                      | 从三品 | |
| 朝官                      | 给事中                                              | 通议大夫                                           | 正四品 | |
| 朝官                      | 左谏议大夫 右谏议大夫                               | 太中大夫                                           | 从四品 | |
| 朝官                      | 秘书监                                              | 中大夫                                             | 正五品 | |
| 朝官                      | 九卿 殿中监 少府监                                  | 中奉大夫（大观时增） 中散大夫                      | 从五品 | |
| 朝官                      | 九少卿 尚书左司郎中 尚书右司郎中                    | 朝议大夫 奉直大夫（大观时增）                      | 正六品 | |
| 朝官                      | 吏部郎中 兵部郎中                                   | 朝请大夫                                           | 从六品 | |
| 朝官                      | 户部郎中 刑部郎中                                   | 朝散大夫                                           | 从六品 | |
| 朝官                      | 礼部郎中 工部郎中                                   | 朝奉大夫                                           | 从六品 | |
| 朝官                      | 前行员外郎（吏部、兵部诸司员外郎） 侍御史           | 朝请郎                                             | 正七品 | |
| 朝官                      | 中行员外郎（户部、刑部诸司员外郎） 起居舍人         | 朝散郎                                             | 正七品 | |
| 朝官                      | 后行员外郎（礼部、工部诸司员外郎） 左司谏 右司谏    | 朝奉郎                                             | 正七品 | |
| 朝官                      | 左正言 右正言 太常博士 国子博士                     | 承议郎                                             | 从七品 | |
| 朝官                      | 太常丞 秘书丞 殿中丞 著作郎 秘书郎                  | 奉议郎                                             | 正八品 | |
| 朝官                      | 太子中允 左赞善大夫 右赞善大夫                      | 通直郎                                             | 正八品 | |
| 京官                      | 著作佐郎 大理寺丞                                   | 宣德郎（政和中改宣教郎）                           | 从八品 | |
| 京官                      | 光禄寺丞 卫尉寺丞 将作监丞                          | 宣义郎                                             | 从八品 | |
| 京官                      | 大理评事                                            | 承事郎                                             | 正九品 | 庆元五年以后，至大理评事 仍未经历亲民官（地方官）的， 必须下放一次。 此制度被称为“须入” 此制度的雏形则形成于熙宁十年 二月戊子，由神宗皇帝颁布的诏书。 |
| 京官                      | 太常太祝 奉礼郎                                     | 承奉郎                                             | 正九品 | |
| 京官                      | 秘书省校书郎 秘书省正字 将作监主簿                  | 承务郎                                             | 从九品 | |
| 选人 （流内铨- 侍郎左选） | 三京府判官 留守判官 节度判官 观察判官               | 承直郎                                             | 从八品 | |
| 选人 （流内铨- 侍郎左选） | 节度掌书记 观察支使 防御判官 团练判官               | 儒林郎                                             | 从八品 | |
| 选人 （流内铨- 侍郎左选） | 京府推官 留守推官 节度推官 观察推官 军事判官        | 文林郎                                             | 从八品 | |
| 选人 （流内铨- 侍郎左选） | 防御推官 团练推官 军事推官 军、监判官               | 从事郎                                             | 从八品 | |
| 选人 （流内铨- 侍郎左选） | 录事参军 县令                                       | 从政郎                                             | 从八品 | 选人改京官、朝官， 改官人必须先任知县。 |
| 选人 （流内铨- 侍郎左选） | 试衔知录事参军事 知县                               | 修职郎                                             | 从八品 | 选人改京官、朝官， 改官人必须先任知县。 |
| 选人 （流内铨- 侍郎左选） | 三京军巡判官 司理参军 司法参军 司户参军 县主簿 县尉 | 迪功郎                                             | 从九品 | |

| 阶次                                            | 旧官                                                                     | 政和新定官阶                                                             | 绍兴厘正官阶                                                             | 品阶                        | 铨选 |
| ----------------------------------------------- | ------------------------------------------------------------------------ | ------------------------------------------------------------------------ | ------------------------------------------------------------------------ | --------------------------- | --- |
|                                                 |                                                                          | 太尉                                                                     | 太尉                                                                     | 正二品                      | |
| 正任官                                          | 节度使 节度观察留后（后改承宣使） 观察使 防御使 团练使 刺史              | 节度使 节度观察留后（后改承宣使） 观察使 防御使 团练使 刺史              | 节度使 节度观察留后（后改承宣使） 观察使 防御使 团练使 刺史              | 从二品 正四品 正五品 从五品 | |
| 遥郡官 （遥郡无品， 由横行、诸司使副 兼任而得） | 遥郡节度留后（后改遥郡承宣使） 遥郡观察使 遥郡防御使 遥郡团练使 遥郡刺史 | 遥郡节度留后（后改遥郡承宣使） 遥郡观察使 遥郡防御使 遥郡团练使 遥郡刺史 | 遥郡节度留后（后改遥郡承宣使） 遥郡观察使 遥郡防御使 遥郡团练使 遥郡刺史 | 无                          | |
| 横行                                            | 内客省使                                                                 | 通侍大夫                                                                 | 通侍大夫                                                                 | 正五品                      | |
| 横行                                            | 延福宫使                                                                 | 正侍大夫                                                                 | 正侍大夫                                                                 | 正五品                      | |
| 横行                                            | 宣正大夫                                                                 |                                                                          |                                                                          | 正五品                      | |
| 横行                                            | 履正大夫                                                                 |                                                                          |                                                                          | 正五品                      | |
| 横行                                            | 协忠大夫                                                                 |                                                                          |                                                                          | 正五品                      | |
| 横行                                            | 景福殿使                                                                 | 中侍大夫                                                                 | 中侍大夫                                                                 | 正五品                      | |
| 横行                                            | 客省使 宣庆使                                                            | 中亮大夫                                                                 | 中亮大夫                                                                 | 从五品                      | |
| 横行                                            | 引进使 宣政使                                                            | 中卫大夫                                                                 | 中卫大夫                                                                 | 从五品                      | |
| 横行                                            | 翊卫大夫                                                                 |                                                                          |                                                                          | 从五品                      | |
| 横行                                            | 亲卫大夫                                                                 |                                                                          |                                                                          | 从五品                      | |
| 横行                                            | 四方馆使 昭宣使                                                          | 拱卫大夫                                                                 | 拱卫大夫                                                                 | 正六品                      | |
| 横行                                            | 东上阁门使                                                               | 左武大夫                                                                 | 左武大夫                                                                 | 正六品                      | |
| 横行                                            | 西上阁门使                                                               | 右武大夫                                                                 | 右武大夫                                                                 | 正六品                      | |
| 横行                                            |                                                                          | 正侍郎                                                                   | 武功大夫                                                                 | 正七品                      | |
| 横行                                            |                                                                          | 宣正郎                                                                   | 武德大夫                                                                 | 正七品                      | |
| 横行                                            |                                                                          | 履正郎                                                                   | 武显大夫                                                                 | 正七品                      | |
| 横行                                            |                                                                          | 协忠郎                                                                   | 武节大夫                                                                 | 正七品                      | |
| 横行                                            |                                                                          | 中侍郎                                                                   | 武略大夫                                                                 | 正七品                      | |
| 横行                                            | 客省副使                                                                 | 中亮郎                                                                   | 武经大夫                                                                 | 正七品                      | |
| 横行                                            | 引进副使                                                                 | 中卫郎                                                                   | 武义大夫                                                                 | 正七品                      | |
| 横行                                            |                                                                          | 翊卫郎                                                                   | 武翼大夫                                                                 | 正七品                      | |
| 横行                                            |                                                                          | 亲卫郎                                                                   | 正侍郎                                                                   | 从七品                      | |
| 横行                                            |                                                                          | 拱卫郎                                                                   | 宣正郎                                                                   | 从七品                      | |
| 横行                                            | 东上阁门副使                                                             | 左武郎                                                                   | 履正郎                                                                   | 从七品                      | |
| 横行                                            | 西上阁门副使                                                             | 右武郎                                                                   | 协忠郎                                                                   | 从七品                      | |
| 诸司使副                                        | 皇城使                                                                   | 武功大夫                                                                 | 中侍郎                                                                   | 从七品                      | |
| 诸司使副                                        | 宫苑使 左骐骥使 右骐骥使 内藏库使                                        | 武德大夫                                                                 | 中亮郎                                                                   | 从七品                      | |
| 诸司使副                                        | 左藏库使 东作坊使 西作坊使                                               | 武显大夫                                                                 | 中卫郎                                                                   | 从七品                      | |
| 诸司使副                                        | 庄宅使 六宅使 文思使                                                     | 武节大夫                                                                 | 翊卫郎                                                                   | 从七品                      | |
| 诸司使副                                        | 内园使 洛苑使 如京使 崇仪使                                              | 武略大夫                                                                 | 亲卫郎                                                                   | 从七品                      | |
| 诸司使副                                        | 西京左藏库使                                                             | 武经大夫                                                                 | 拱卫郎                                                                   | 从七品                      | |
| 诸司使副                                        | 西京作坊使 东染院使 西染院使 礼宾使                                      | 武义大夫                                                                 | 左武郎                                                                   | 从七品                      | |
| 诸司使副                                        | 供备库使                                                                 | 武翼大夫                                                                 | 右武郎                                                                   | 从七品                      | |
| 诸司使副                                        | 皇城副使                                                                 | 武功郎                                                                   | 武功郎                                                                   | 从七品                      | |
| 诸司使副                                        | 宫苑副使 左骐骥副使 右骐骥副使 内藏库副使                                | 武德郎                                                                   | 武德郎                                                                   | 从七品                      | |
| 诸司使副                                        | 左藏库副使 东作坊副使 西作坊副使                                         | 武显郎                                                                   | 武显郎                                                                   | 从七品                      | |
| 诸司使副                                        | 庄宅副使 六宅副使 文思副使                                               | 武节郎                                                                   | 武节郎                                                                   | 从七品                      | |
| 诸司使副                                        | 内园副使 洛苑副使 如京副使 崇仪副使                                      | 武略郎                                                                   | 武略郎                                                                   | 从七品                      | |
| 诸司使副                                        | 西京左藏库副使                                                           | 武经郎                                                                   | 武经郎                                                                   | 从七品                      | |
| 诸司使副                                        | 西京作坊副使 东染院副使 西染院副使 礼宾副使                              | 武义郎                                                                   | 武义郎                                                                   | 从七品                      | |
| 诸司使副                                        | 供备库副使                                                               | 武翼郎                                                                   | 武翼郎                                                                   | 从七品                      | |
|                                                 | 内殿承制                                                                 | 敦武郎                                                                   | 训武郎                                                                   | 正八品                      | |
|                                                 | 内殿崇班                                                                 | 修武郎                                                                   | 修武郎                                                                   | 正八品                      | |
| 选人 （三班院- 侍郎右选）                       | 东头供奉官                                                               | 从义郎                                                                   | 从义郎                                                                   | 从八品                      | 自供奉官以下至借职，统称三班小使臣。 |
| 选人 （三班院- 侍郎右选）                       | 西头供奉官                                                               | 从义郎                                                                   | 从义郎                                                                   | 从八品                      | 自供奉官以下至借职，统称三班小使臣。 |
| 选人 （三班院- 侍郎右选）                       | 左侍禁                                                                   | 忠训郎                                                                   | 忠训郎                                                                   | 正九品                      | 叙迁转西头供奉官。 |
| 选人 （三班院- 侍郎右选）                       | 右侍禁                                                                   | 忠翊郎                                                                   | 忠翊郎                                                                   | 正九品                      | 叙迁转左侍禁 |
| 选人 （三班院- 侍郎右选）                       | 左班殿直                                                                 | 成忠郎                                                                   | 成忠郎                                                                   | 正九品                      | |
| 选人 （三班院- 侍郎右选）                       | 右班殿直                                                                 | 成忠郎                                                                   | 成忠郎                                                                   | 正九品                      | |
| 选人 （三班院- 侍郎右选）                       | 殿前承旨-三班奉职                                                        | 承节郎                                                                   | 承节郎                                                                   | 从九品                      | 三班借职为旧官制入流武官阶最低者。 自借职以下至公据，按神宗熙宁六年 五月二十一日颁布的《勇敢效用法》， 为八等赏功法所涵盖的八个资历（八资）。 自承节郎以下，高宗朝以后可以进纳补官， 即买官。买官者称“进纳人”。 |
| 选人 （三班院- 侍郎右选）                       | 三班借职                                                                 | 承信郎                                                                   | 承信郎                                                                   | 从九品                      | 三班借职为旧官制入流武官阶最低者。 自借职以下至公据，按神宗熙宁六年 五月二十一日颁布的《勇敢效用法》， 为八等赏功法所涵盖的八个资历（八资）。 自承节郎以下，高宗朝以后可以进纳补官， 即买官。买官者称“进纳人”。 |
| 选人 （三班院- 侍郎右选）                       | 三班差使                                                                 | 进武校尉                                                                 | 进武校尉                                                                 | 无                          | 三班借职为旧官制入流武官阶最低者。 自借职以下至公据，按神宗熙宁六年 五月二十一日颁布的《勇敢效用法》， 为八等赏功法所涵盖的八个资历（八资）。 自承节郎以下，高宗朝以后可以进纳补官， 即买官。买官者称“进纳人”。 |
| 选人 （三班院- 侍郎右选）                       | 三班借差                                                                 | 进义校尉                                                                 | 进义校尉                                                                 | 无                          | 三班借职为旧官制入流武官阶最低者。 自借职以下至公据，按神宗熙宁六年 五月二十一日颁布的《勇敢效用法》， 为八等赏功法所涵盖的八个资历（八资）。 自承节郎以下，高宗朝以后可以进纳补官， 即买官。买官者称“进纳人”。 |
| 选人 （三班院- 侍郎右选）                       | 殿侍（茶酒班殿侍、披带班殿侍、下班殿侍等）                               | 下班祗应                                                                 | 下班祗应                                                                 | 无                          | 三班借职为旧官制入流武官阶最低者。 自借职以下至公据，按神宗熙宁六年 五月二十一日颁布的《勇敢效用法》， 为八等赏功法所涵盖的八个资历（八资）。 自承节郎以下，高宗朝以后可以进纳补官， 即买官。买官者称“进纳人”。 |
| 选人 （三班院- 侍郎右选）                       | 大将                                                                     | 进武副尉                                                                 | 进武副尉                                                                 | 无                          | 三班借职为旧官制入流武官阶最低者。 自借职以下至公据，按神宗熙宁六年 五月二十一日颁布的《勇敢效用法》， 为八等赏功法所涵盖的八个资历（八资）。 自承节郎以下，高宗朝以后可以进纳补官， 即买官。买官者称“进纳人”。 |
| 选人 （三班院- 侍郎右选）                       | 正名军将                                                                 | 进义副尉                                                                 | 进义副尉                                                                 | 无                          | 三班借职为旧官制入流武官阶最低者。 自借职以下至公据，按神宗熙宁六年 五月二十一日颁布的《勇敢效用法》， 为八等赏功法所涵盖的八个资历（八资）。 自承节郎以下，高宗朝以后可以进纳补官， 即买官。买官者称“进纳人”。 |
| 选人 （三班院- 侍郎右选）                       | 守阙军将                                                                 | 守阙进义副尉                                                             | 守阙进义副尉                                                             | 无                          | 三班借职为旧官制入流武官阶最低者。 自借职以下至公据，按神宗熙宁六年 五月二十一日颁布的《勇敢效用法》， 为八等赏功法所涵盖的八个资历（八资）。 自承节郎以下，高宗朝以后可以进纳补官， 即买官。买官者称“进纳人”。 |
| 选人 （三班院- 侍郎右选）                       | 甲头                                                                     | 甲头                                                                     | 进勇副尉                                                                 | 无                          | 三班借职为旧官制入流武官阶最低者。 自借职以下至公据，按神宗熙宁六年 五月二十一日颁布的《勇敢效用法》， 为八等赏功法所涵盖的八个资历（八资）。 自承节郎以下，高宗朝以后可以进纳补官， 即买官。买官者称“进纳人”。 |
| 选人 （三班院- 侍郎右选）                       | 公据                                                                     | 公据                                                                     | 守阙进勇副尉                                                             | 无                          | 三班借职为旧官制入流武官阶最低者。 自借职以下至公据，按神宗熙宁六年 五月二十一日颁布的《勇敢效用法》， 为八等赏功法所涵盖的八个资历（八资）。 自承节郎以下，高宗朝以后可以进纳补官， 即买官。买官者称“进纳人”。 |